# Rue Vifquin
La rue Vifquin (en néerlandais : Vifquinstraat) est une rue bruxelloise de la commune de Schaerbeek qui va de la chaussée de Haecht à la rue Josaphat.

## Numérotation
La numérotation des immeubles va de 3 à 93 pour le côté impair et de 6 à 76 pour le côté pair.

## Jean-Baptiste Vifquain
La rue porte le nom de l'ingénieur belge Jean-Baptiste Vifquin (ou Vifquain), né à Tournai le 24 juin 1789 et décédé à Ivry-sur-Seine le 31 août 1854.

## Adresses notables
- no 2 : siège administratif du CPAS de Schaerbeek
- no 54 : ancienne maison du peintre Jacques Carabain